# Grenze zwischen Belgien und Deutschland
Die Grenze zwischen Deutschland und Belgien hat eine Länge von 204 Kilometern.
Eine Besonderheit bildet die Vennbahn, die ebenso wie einige zuvor zu Mützenich gehörende Waldgebiete seit 1925 durch die Bestimmungen des Versailler Vertrags belgisches Hoheitsgebiet ist. Rechts und links sind im Gelände die Grenzsteine zu finden. Die Trasse der 2001 stillgelegten und zum Vennbahnradweg umgebauten Strecke macht Mützenich neben anderen Ortsteilen Monschaus und Roetgens zu (de-jure-) Exklaven Deutschlands, da sie komplett von Belgien umschlossen sind. 

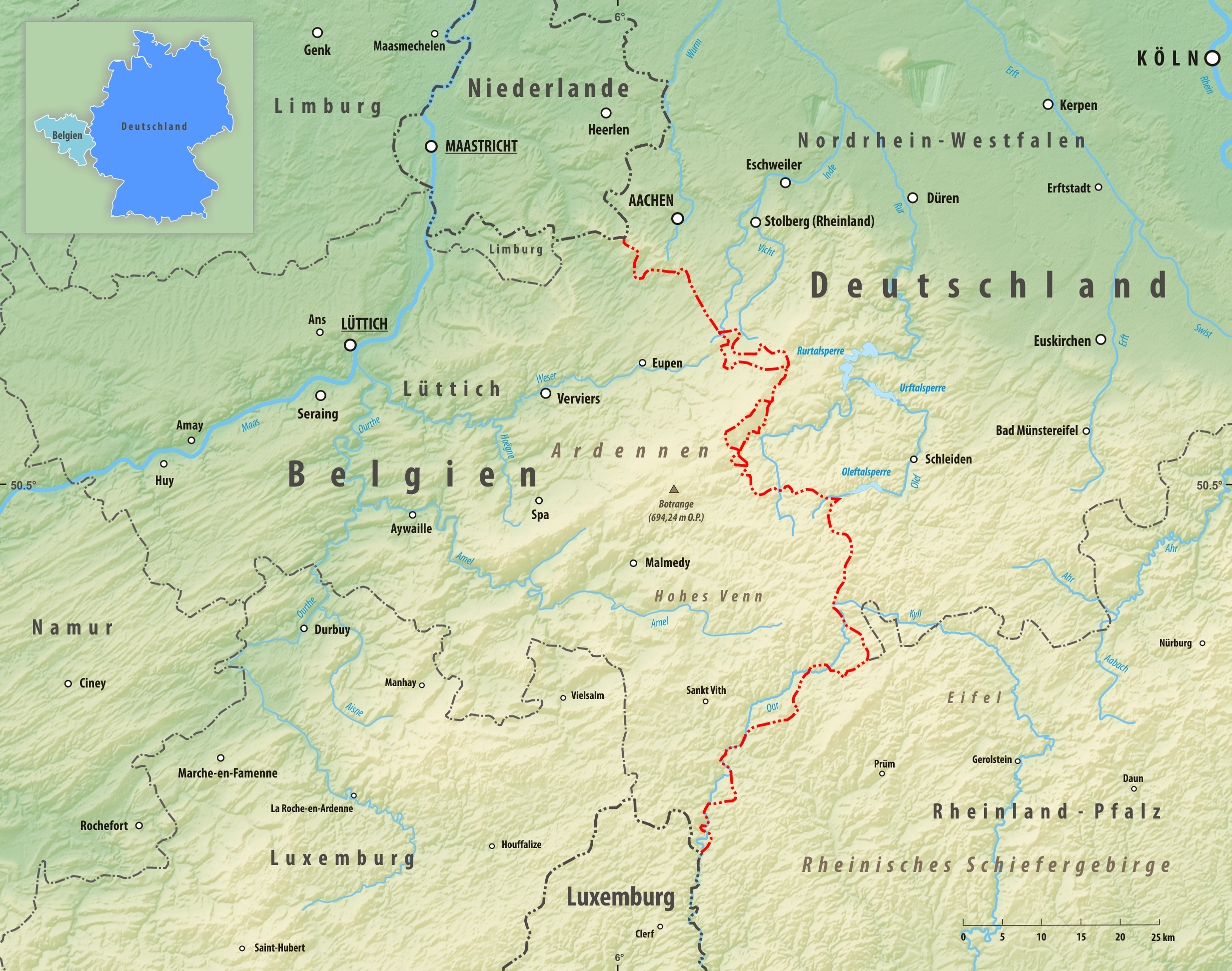
Grenzverlauf Deutschland-Belgien

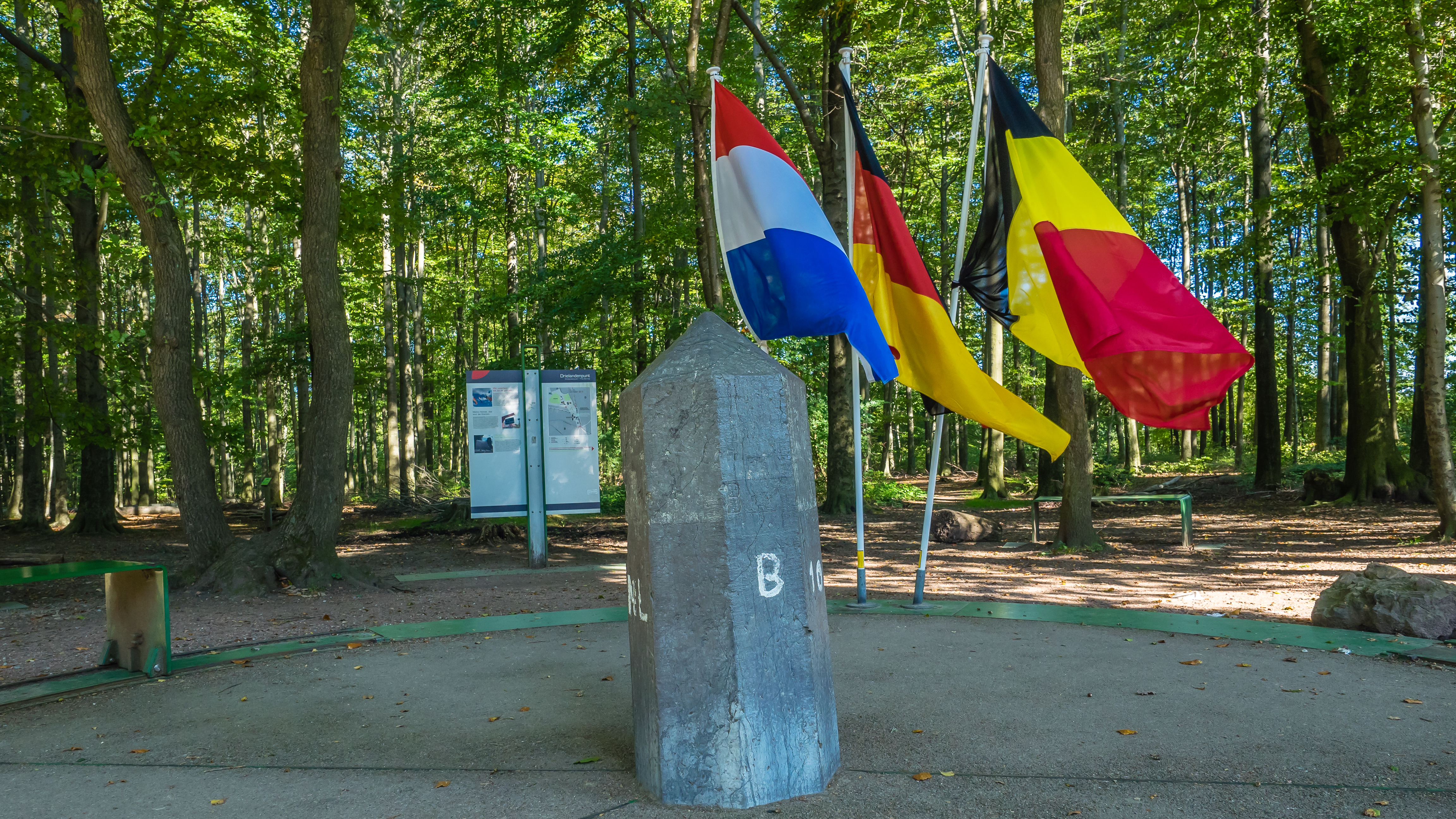
Dreiländereck Deutschland, Belgien und der Niederlande

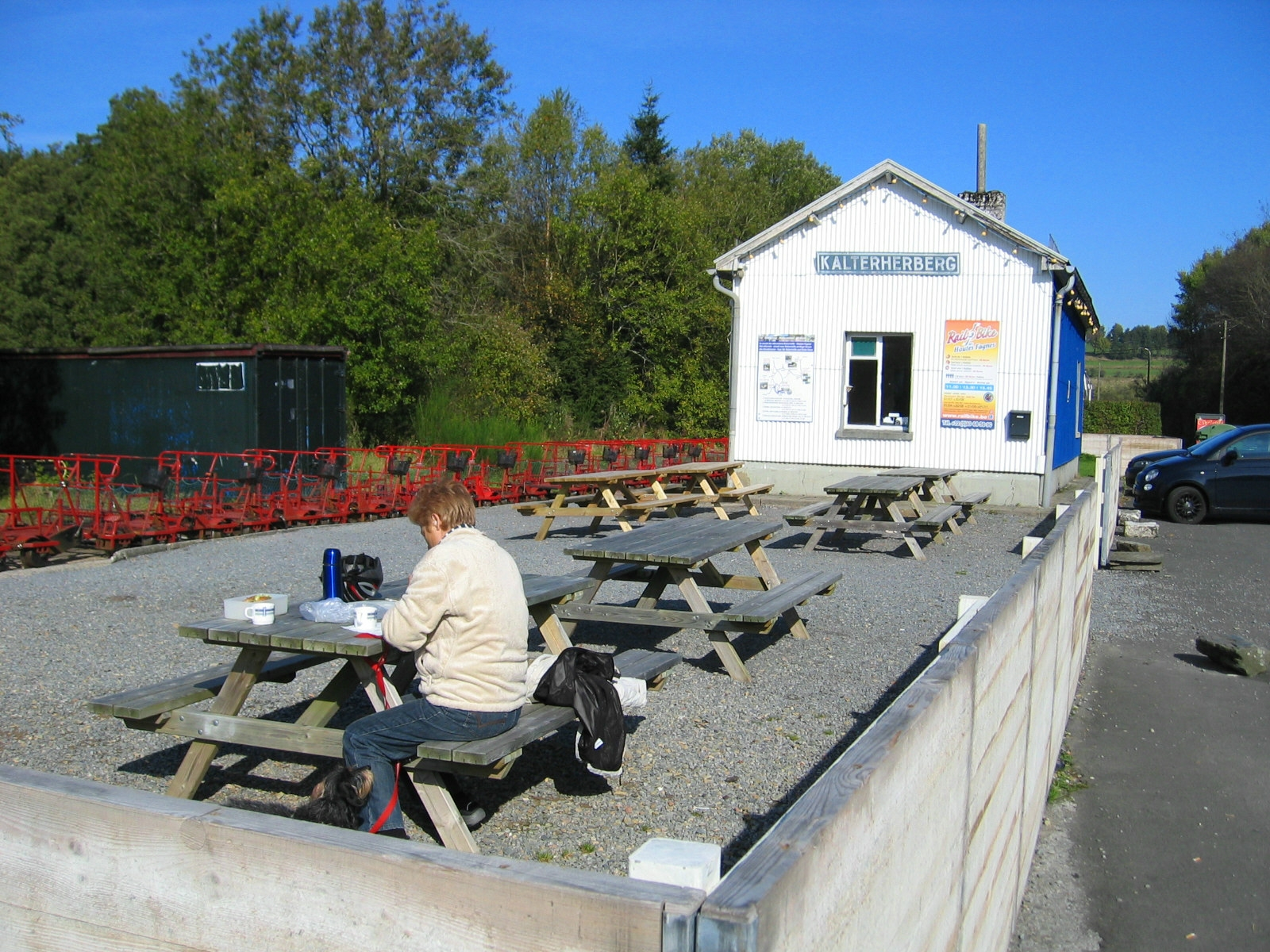
Ehemaliger Bahnhof Kalterherberg an der Vennbahnstrecke, seit 2012 ausgebaut zum Vennbahnradweg Aachen-Ulfingen

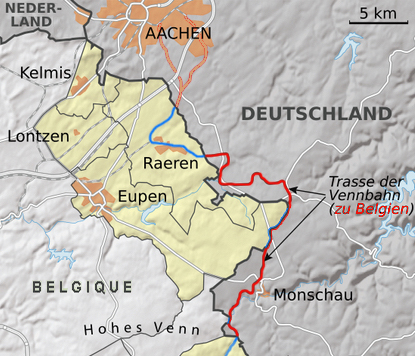
Verlauf der Vennbahn

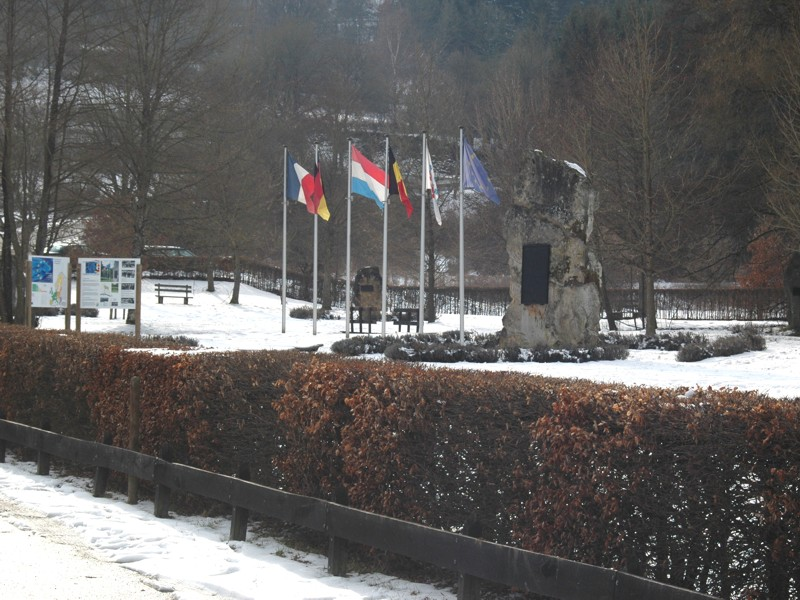
Dreiländereck Deutschland, Belgien und Luxemburg

## Gemeinden an der Staatsgrenze (von Nord nach Süd)
| B E L G I E N | B E L G I E N | B E L G I E N    |                 | D E U T S C H L A N D | D E U T S C H L A N D | D E U T S C H L A N D | D E U T S C H L A N D |
| Provinz       | Gemeinde      | Grenz- übertritt |                 | Grenz- übertritt      | Gemeinde              | Kreis                 | Bundesland            |
| ------------- | ------------- | ---------------- | --------------- | --------------------- | --------------------- | --------------------- | --------------------- |
| Niederlande   |               |                  |                 |                       |                       |                       |                       |
| Lüttich       | Kelmis        |                  | H o h e s V e n |                       | Aachen                | Städteregion Aachen   | Nordrhein-Westfalen   |
| Lüttich       | Raeren        |                  | H o h e s V e n |                       | Aachen                | Städteregion Aachen   | Nordrhein-Westfalen   |
| Lüttich       | Roetgen       |                  | H o h e s V e n |                       |                       | Städteregion Aachen   | Nordrhein-Westfalen   |
| Lüttich       | Eupen         |                  | H o h e s V e n |                       | Simmerath             | Städteregion Aachen   | Nordrhein-Westfalen   |
| Lüttich       | Eupen         | Monschau         | H o h e s V e n |                       |                       | Städteregion Aachen   | Nordrhein-Westfalen   |
| Lüttich       | Weismes       |                  | H o h e s V e n |                       |                       | Städteregion Aachen   | Nordrhein-Westfalen   |
| Lüttich       | Bütgenbach    |                  | H o h e s V e n |                       |                       | Städteregion Aachen   | Nordrhein-Westfalen   |
| Lüttich       | Büllingen     |                  | H o h e s V e n |                       |                       | Städteregion Aachen   | Nordrhein-Westfalen   |
| Lüttich       |               | Hellenthal       | H o h e s V e n | Euskirchen            |                       |                       | Nordrhein-Westfalen   |
| Lüttich       | E i f e l     |                  | Roth bei Prüm   | Bitburg-Prüm          | Rheinland-Pfalz       |                       |                       |
| Lüttich       | E i f e l     | Auw bei Prüm     |                 | Bitburg-Prüm          | Rheinland-Pfalz       |                       |                       |
| Lüttich       | E i f e l     | Sankt Vith       |                 | Bitburg-Prüm          | Rheinland-Pfalz       |                       |                       |
| Lüttich       | E i f e l     | Oberlascheid     |                 | Bitburg-Prüm          | Rheinland-Pfalz       |                       |                       |
| Lüttich       | E i f e l     | Bleialf          |                 | Bitburg-Prüm          | Rheinland-Pfalz       |                       |                       |
| Lüttich       | E i f e l     | Mützenich        |                 | Bitburg-Prüm          | Rheinland-Pfalz       |                       |                       |
| Lüttich       | E i f e l     | Winterscheid     |                 | Bitburg-Prüm          | Rheinland-Pfalz       |                       |                       |
| Lüttich       | E i f e l     | Winterspelt      |                 | Bitburg-Prüm          | Rheinland-Pfalz       |                       |                       |
| Lüttich       | O u r         |                  |                 | Bitburg-Prüm          | Rheinland-Pfalz       |                       |                       |
| Lüttich       | Burg-Reuland  |                  |                 | Bitburg-Prüm          | Rheinland-Pfalz       |                       |                       |
| Lüttich       |               |                  |                 | Bitburg-Prüm          | Rheinland-Pfalz       |                       |                       |
| Lüttich       | Heckhuscheid  |                  |                 | Bitburg-Prüm          | Rheinland-Pfalz       |                       |                       |
| Lüttich       | Lützkampen    |                  |                 | Bitburg-Prüm          | Rheinland-Pfalz       |                       |                       |
| Lüttich       | O u r         |                  |                 | Bitburg-Prüm          | Rheinland-Pfalz       |                       |                       |
| Lüttich       | Harspelt      |                  |                 | Bitburg-Prüm          | Rheinland-Pfalz       |                       |                       |
| Lüttich       | Sevenig       |                  |                 | Bitburg-Prüm          | Rheinland-Pfalz       |                       |                       |
| Luxemburg     |               |                  |                 |                       |                       |                       |                       |